# Rafi Eitan
Rafi Eitan, născut ca Rafael Eitan, (n. 23 noiembrie 1926, Ein Harod⁠(d), Districtul de Nord, Israel – d. 23 martie 2019, Tel Aviv, Districtul Tel Aviv, Israel) a fost un militar, ofițer de informații și politician israelian. A condus partidul GIL și a fost membru al Knesset-ului. A participat la operațiunea care a dus la capturarea lui Adolf Eichmann. Eitan a fost consilier pe probleme de antiterorism al prim-ministrului Manchem Begin, iar în 1981 a fost numit director al LAKAM, un serviciu secret egal cu Mosad, Aman și Șin Bet. Rafi Eitan și-a asumat responsabilitatea și a demisionat după scandalul Pollard, iar LAKAM a fost desființat. Autoritățile din SUA au emis un mandat de arestare pe numele lui. Din 1985 până în 1993, Rafi Eitan a fost directorul companiei de stat Chemical, care și-a extins activitatea sub conducerea lui. După 1993, a devenit om de afaceri și a desfășurat activități în agricultură în Cuba. A fost președintele Asociației Vetek (o asociație a oamenilor vârstnici.

## Biografie
Eitan s-a născut la 23 noiembrie 1926, în kibuțul Ein Harod din Palestina, care se afla la acel moment sub administrare britanică.  Părinții săi erau imigranți sioniști din Rusia care au venit în Palestina în 1923. Tatăl său, Noach Hantman, era fermier și poet, iar mama sa, Yehudit Volwelsky, era activistă socială. Au avut patru copii: Rafi, Oded, Rina și Ami (Yechiam). Familia a trăit în Ramat HaSharon, care, la acel moment, era o așezare mică, de circa 100 de familii. Eitan a mers la școala generală și a absolvit liceul de agricultură din Givat HaShlosha în 1940. Apoi a studiat la London School of Economics și a primit licența în economie.
La vârsta de 12 ani, sub influența sentimentelor sioniste normale pentru acea perioadă și pentru a-și apăra satul de atacurile arabilor, Eitan s-a înrolat în Hagana, de unde, în 1944, s-a mutat în unitatea Palmach, după ce a terminat studiile. Prin operațiuni clandestine, Eitan trebuia să ajute imigranții ilegali de origine evreiască, refugiați din Europa de unde fugeau de naziști, să intre în Palestina. În această perioadă l-a întâlnit pe Yitzhak Rabin, cel care mai târziu urma să devină prim-ministrul Israelului. Eitan a luat parte și la alte operațiuni ca raidul asupra lagărului de la Atlit, pentru a-i elibera pe imigranții evrei care fuseseră arestați de britanici, operațiunea Markolet și asasinarea a doi templieri, în noiembrie 1946, pentru a-i descuraja pe ceilalți templieri germani să se întoarcă la la casele lor din Palestina după încheierea celui de-al doilea război mondial. 
Cea mai cunoscută operațiune la care Eitan a participat în această perioadă a fost distrugerea radarului britanic de pe Muntele Carmel din apropierea portului Haifa, care era utilizat pentru depistarea vaselor care transportau imigranții evrei. Pentru a ajunge la radar, Eitan s-a târât prin canalele de deversare a apelor uzate și astfel și-a atras porecla „Rafi care pute”, care îl va diferenția mai târziu de celălalt Rafael Eitan, șeful de stat major al Armatei Israeliene și politician. În cursul unei operațiuni, Eitan a fost rănit de explozia unei mine, în timp ce planta dispozitivele pentru a-i împiedica pe britanici să intervină, și a rămas aproape surd. Pentru tot restul vieții a avut nevoie de aparat auditiv. În timpul războiului civil din 1947-1948 și în timpul războiului arabo-israelian din 1948, Eitan s-a înrolat în armata britanică, a participat la operațiuni și a fost rănit în luptă a doua zi după ce a fost declarată independența Israelului. A fost, de asemenea, și ofițer de informații.

### Cariera în serviciul de informații
Din serviciul de ofițer de informații, Eitan a fost propulsat în funcții de conducere în cadrul Șin Bet. Mai târziu, Eitan a fost șeful serviciului de coordonare a Șin Bet cu Mosadul. În timp ce era în această funcție, a obținut cel mai mare succes din Israelul de după Holocaust: capturarea lui Adolf Eichmann. Într-o misiune îndrăzneață, după ce, prin multă muncă informativă s-a stabilit că Eichmann este în viață și trăiește în Argentina, Eitan și echipa sa s-au deplasat în Argentina, l-au prins și l-au adus în Israel, unde a fost judecat și găsit vinovat de crime împotriva poporului evreu în timpul celui de-al doilea război mondial. În timpul misiunii de prindere a lui Eichmann, Eitan s-a opus extinderii misiunii pentru a-l prinde pe Josef Mengele, care se afla sub supravegherea Mosadului, motivând că o eventuală pierdere a concentrării ar putea pune în periocol misiunea de a-l prinde pe Eichmann. În perioada 1964-1966, Eitan a condus o operațiune care a durat doi ani, prin care armamentul vândut și livrat de Germania Egiptului, a „dispărut”. În acea perioadă, Israelul nu avea un tratat de pace cu Egiptul. În 1968, Eitan, care figura ca fiind chimist în Ministerul Apărării, a vizitat U.S. Nuclear Materials and Equipment Corporation (NUMEC), o centrală nucleară, de unde mai târziu au dispărut circa 100 kg de uraniu înalt îmbogățit care a ajuns în Israel în operațiunea cunoscută sub numele Afacerea Apollo. Eitan a fost implicat și în crearea și implementarea planului de a ataca reactorul nuclear irakian de la Osirak, în iunie 1981. În iunie 1984, Eitan a inițiat o operațiune de spionaj împotriva Statelor Unite ale Americii, în cursul căreia l-a recrutat pe Jay Pollard, un analist de informații din cadrul marinei, care a sustras materiale clasificate în interesul Israelului. Operațiunea a durat 18 luni și a încetat când Pollard a fost arestat. Pollard a fost condamnat la detențiune pe viață, din care a executat 30 de ani de închisoare.

## Cariera ulterioară părăsirii serviciului de informații
În 1972, Eitan a părăsit serviciul de informații și s-a îndreptat spre sectorul privat, unde a crescut pești tropicali și a participat și la alte proiecte în agricultură. În 1978, prim ministrul Menachem Begin l-a numit consilier pe probleme de antiterorism, Eitan fiind văzut ca unul din cei mai reputați experți în domeniu. În 1981, a fost numit director al LAKAM (Biroul pentru relații științifice, un alt serviciu secret) din cadrul Ministerului Apărării, unde l-a înlocuit pe legendarul Benjamin Blumberg. Conform jurnalistului Gordon Thomas, Eitan a participat la operațiunea desfășurată în cooperare, la începutul anilor '80,  de serviciile de informații din Israel și SUA, care a constat în vânzarea unei aplicații, numită PROMIS, către servicii de informații din alte țări. Aplicația PROMIS conținea un troian prin intermediul căruia vânzătorii au spionat cumpărătorii. În cursul operațiunii au fost vândute licențe software în valoare de circa 500 milioane de dolari.
În 1984, LAAKAM a intrat în legătură cu Jonathan Pollard, un cetățean american, care lucra în domeniul antiterorismului în cadrul US Naval Investigative Services. Pollard a predat guvernului israelian informații clasificate cu privire la activitățile teroriste desfășurate de inamicii Israelului. A fost deconspirat și arestat în SUA în 1985. Arestarea lui a dus la dezvăluirea existenței serviciului LAKAM.  
Tot în 1985, în California, un inginer aerospațial, Richard Kelly Smyth, președintele companiei MILCO, a fost pus sub acuzare pentru contrabandă cu 800 de tuburi kryton. Smyth a predat dispozitivele Israelului fără a avea licența de export necesară. Din cauza posibilității de a fi folosite ca declanșatoare pentru armele nucleare, exportul tuburilor este reglementat strict în SUA. Au fost raportate mai multe cazuri de exporturi de tuburi kryton sau încercări de export, pe măsură ce țările care căutau să dezvolte arme nucleare au devenit interesate să obțină provizii pentru declanșatoarele armelor. Chiar înainte de proces, având în vedere riscul de a fi condamnat la 105 ani de închisoare, Smyth a dispărut împreună cu soția lui. După 16 ani, a fost descoperit în Spania, extrădat, judecat în SUA și condamnat.  
Tuburile kryton livrate de Smyth au fost trimise în Israel unei companii numite Heli-Trading Ltd., deținută de un producător de filme cunoscut, Arnon Milchan (producătorul filmelor Pretty Woman, JFK, LA Confidential, Once Upon a Time in America, Brazil, Fight Club, Mr. and Mrs. Smyth etc.). Înainte de a avea o carieră la Hollywood, Milchan a fost zeci de ani agent al LAKAM, sub comanda predecesorului lui Rafi Eitan, Benjamin Blumberg. Ulterior a devenit evident că firma MILCO a servit ca paravan pentru LAKAM în operațiuni de obținere a echipamentului, tehnologiilor și materialelor necesare programelor de apărare desfășurate de Israel și, în prinicpal, necesare programului său nuclear.
Guvernul israelian a susținut, mai întâi, că incidentul MILCO-kryton a fost o simplă greșeală a exportatorului și că operațiunea Pollard a fost o deviere neautorizată de la politica Statului Israel de a nu spiona împotriva SUA. În 1998 însă, guvernul israelian a recunoscut. În 1987, guvernul israelian a înființat o comisie pentru a investiga eșecul LAKAM, iar comisia a stabilit că ar fi în interesul Israelului să își asume vina pentru cazul Pollard. În 1987, ca urmare a dificultăților create de cazurile Pollard și MILCO, guvernul a decis să desființeze LAKAM, iar sarcinile acestui serviciu au fost date directorului securității din armată. După desființarea LAKAM, lui Eitan i s-a oferit funcția de director al companiei de stat Israel Chemical Corporation, de unde s-a pensionat în 1993, la vârsta de 67 de ani. În timpul mandatului său, compania a înregistrat o creștere rapidă a vânzărilor, s-a dezvoltat și a devenit cea mai mare firmă de stat din Israel. În 1998, Eitan a apărut în documentarul The Spy Machine, produs de Open Media și Israfilm, difuzat pe Channel 4. 

### Consilier al MI6 pe probleme de antiterorism
Rafi Eitan a dat consultanță serviciului MI6 pe probleme de antiterorism, la mijlocul anilor '80, în ceea ce privește operațiunile pe care serviciul de informații britanic le desfășura în Irlanda de Nord. În 1985, agenții Mosad au ajutat la identificarea unei grupări teroriste a IRA în Gibraltar. Cei trei membri ai grupării au fost uciși în cadrul Operațiunii Flavius de către Special Air Service, în circumstanțe extrem de controversate. În ziarele din Marea Britanie au fost publicate articole în care s-a afirmat că Rafi Eitan și Mosad au avut roluri în operațiunile de supraveghere, iar  conducerea IRA a dat ordin ca echipele de asasini din Irlanda și Marea Britanie să îl găsească și să îl ucidă pe Rafi Eitan. Din cauza amenințării, precum și din cauza încurcăturii în care se afla guvernul israelian care nu autorizase participarea sa la operațiune, Rafi Eitan a părăsit Marea Britanie și a încetat colaborarea cu serviciile de informații britanice. Acest incident a răcit relațiile dintre Israel și Marea Britanie pentru câțiva ani.

### Afacerile din Cuba
În 1992, lui Eitan i s-a oferit să liciteze pentru un contract referitor la cultivarea de citrice în cea mai mare cooperativă din Cuba. După ce a câștigat licitația, Eitan a încheiat acorduri cu patru alți antreprenori pentru a desfășura activitatea. Compania BM Group a fost înregistrată în Panama și a avut relații comerciale cu furnizori israelieni. Pentru că afacerea a avut succes, BM a câștigat și contractul pentru construirea clădirii World Trade Center în Havana și pe cel pentru construirea monumentului Holocaustului din centrul orașului. Comapania a primit „Medalia pentru munca în agricultură” de la guvernul cubanez. BM a început să își extindă afacerile în America de Sud. Are diverse proiecte în agricultură în Republica Dominicană, printre altele.

### Cariera politică
Lui Eitan i s-a propus să reprezinte partidul pensionarilor GIL în alegerile parlamentare din 2006. Partidul a câștigat 7 locuri în Knesset, deși previziunile anterioare alegerilor arătau că nu va câștiga mai mult de 2-3, în cel mai bun caz, și nu va trece de pragul necesar, în cel mai rău caz. În 2009, partidul nu a trecut de pragul electoral, iar Eitan a pierdut locul de parlamentar. 
În februarie 2010, Eitan a afirmat: „În principiu, acolo unde este un război împotriva terorismului, îl conduci fără principii. Pur și simplu lupți”.

## Viața personală
În timpul liber, Rafi Eitan a fost sculptor. În cei peste 30 de ani în care a sculptat, Rafi Eitan a produs peste 100 de obiecte.
Rafi Eitan a murit în Spitalul Ichilov, în Tel Aviv, pe 23 martie 2019, la vârsta de 92 de ani. 

## Legături externe
- Rafi Eitan pe site-ul Knesset
- Bio: Rafi Eitan, Israeli Ministry of Foreign Affairs, 4 May 2006
- , Jerusalem Post, 29 March 2006